# Hans Rudolph Hentschel

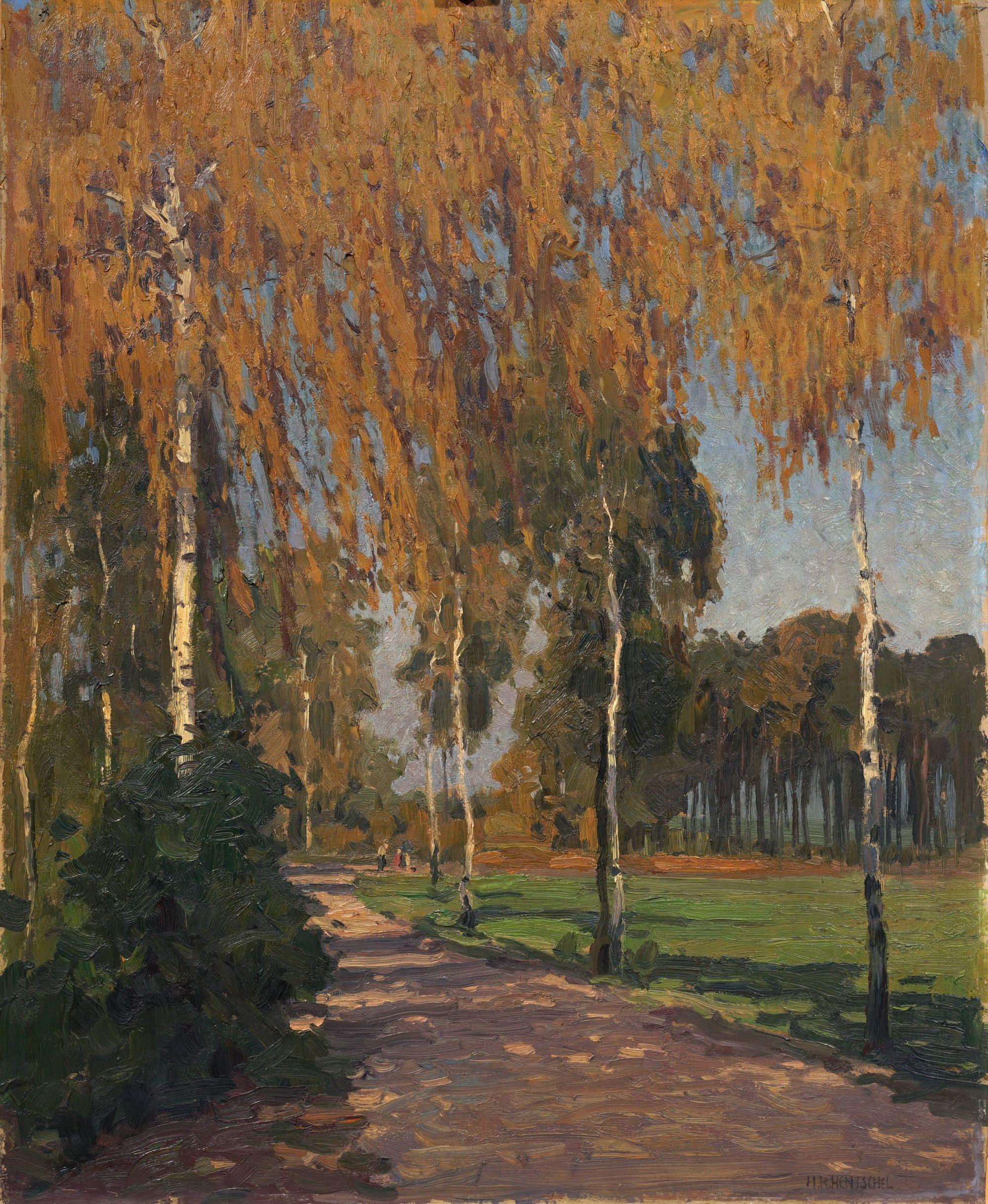
Birkenweg im Herbst (1941); Öl auf Papier

Hans Rudolph Hentschel (* 21. Oktober 1869 in Cölln bei Meißen; † 27. März 1951 in Meißen) war ein deutscher Porzellanmaler und Radierer. Er gehörte gemeinsam mit seinem jüngeren Bruder Konrad Hentschel zu den bedeutendsten Vertretern des Meißener Jugendstils.
Als Sohn des an der Entwicklung der Pâte-sur-Pâte-Technik in der Manufaktur maßgeblich beteiligten Julius Konrad Hentschel besuchte er ab 1884 die Meißener Zeichenschule. Dort begann er 1888 eine Ausbildung zum Bossierer. Anschließend besuchte er 1898–1893 die Kunstakademie in München. 1891 kehrte er dann für zwei Jahre nach Meißen zurück, wo er erstmals als Figurenmaler in der Manufaktur tätig war. Ab 1894 studierte er zwei Jahre an der Pariser Académie Julian sowie in Étaples (1895). Noch im selben Jahr kehrte er dann nach Meißen zurück, um dort seine Tätigkeit als Figurenmaler und Lehrer der Porzellanschule anzutreten. Einer seiner Lehrlinge war der spätere Maler Rudolf Schmidt (Maler, 1902).
Hentschel war Mitglied des Reichsverbands Bildender Künstler, des Deutschen Künstlerbunds, der Dresdner Kunstgenossenschaft und In der Zeit des Nationalsozialismus obligatorisch der Reichskammer der bildenden Künste. Für diese Zeit ist jedoch nur seine Teilnahme an der Münchner Kunstausstellung 1942 sicher nachgewiesen.
Das Adressbuch Meißen verzeichnete ihn 1939 als Kunstmaler in der Zscheilaer Straße 13.
Zahlreiche malerische Entwürfe und Geschirrformen (darunter das wichtigste Meißener Jugendstilservice „T-glatt“) sowie -dekorationen („Flügelmuster“, „Krokusmuster“, „Arnikamuster“) zeugen noch heute von der ästhetischen Klarheit seiner künstlerischen Arbeiten. Er entwarf auch Vasen mit geflossenen und Kristall-Glasuren. Von Hans Rudolph Hentschel stammen ebenso figürliche Modelle, z. B. „Dame im Reitkostüm mit Windhund“ oder „Tennisspielerin“.